# سیاسی‌سازی علم

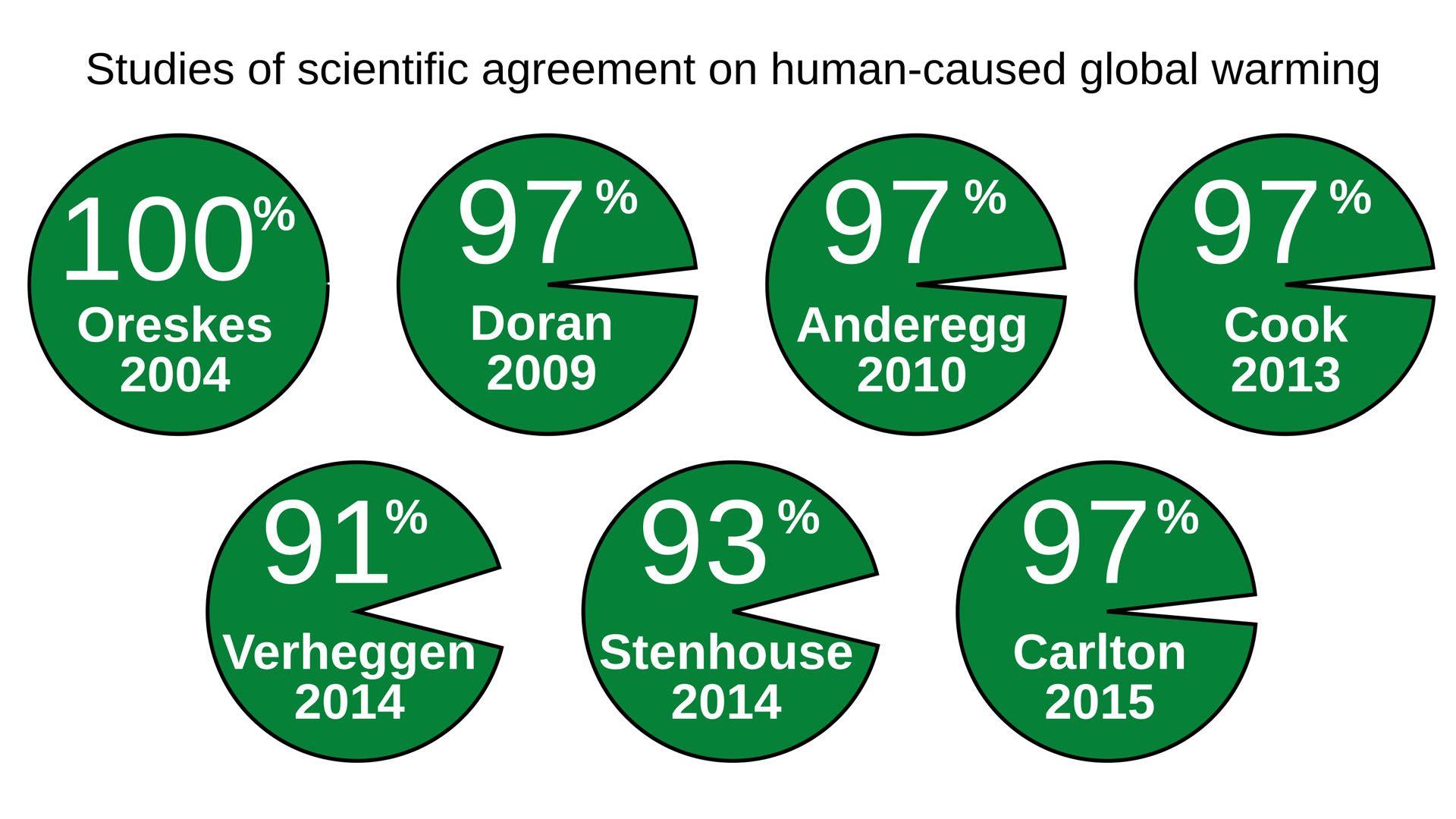
این گرافیک توسط جان کوک از "اجماع در مورد اجماع" توسط کوک و همکاران. (2016) از نمودارهای دایره ای برای نشان دادن نتایج هفت مطالعه اجماع آب و هوایی توسط نائومی اورسکس، پیتر دوران، ویلیام اندرگ، بارت ورهگن، اد مایباخ، جی استوارت کارلتون و جان کوک استفاده می کند.

سیاسی‌سازی علم دستکاری علم به قصد کسب منافع سیاسی است. این کار وقتی رخ می‌دهد که حکومت، کسب‌وکار‌ها یا گروه‌های ذی‌نفوذ از فشار قانونی یا اقتصادی به منظور اثرگذاری بر یافته‌های علمی پژوهشی یا شیوه انتشار، گزارش یا تفسیر آن استفاده کنند. سیاسی‌سازی علم ممکن است تأثیر منفی بر آزادی علمی و دانشگاهی بگذارد. از لحاظ تاریخی، گروه‌ها کمپین‌های مختلفی برای ترویج منافع خود در سرپیچی از اجماع علمی و در تلاش برای دستکاری سیاست‌گذاری عمومی به راه انداخته‌اند.